# Elitserien i baseboll 2011
Elitserien i baseboll 2011 var den för 2011 års säsong högsta serien i baseboll i Sverige. Totalt deltog 8 lag i serien. Först spelade alla mot varandra två gånger, vilket gav 14 matcher. Därefter fortsatte de sex främsta lagen att spela mot varandra i en andra omgång och spelade då ytterligare två matcher mot varandra, medan det sämsta laget gick till kvalserien. De sex främsta lagen spelade därmed 24 matcher. Därefter påbörjades ett slutspel för de fyra främsta. Inför säsongen 2011 drog sig Tranås ur spel i Elitserien, istället deltog Leksands gymnasium under namnet Akademin för första gången. Akademin kan inte gå vidare till den andra omgången och inte heller till kvalserien, eftersom det är ett nationellt utvecklingslag i samarbete med bland annat Major League Baseball. Laget spelar i Elitserien under en testperiod mellan säsongerna 2011-2013.

## Första omgången
Akademin kunde varken gå vidare till den andra omgången eller gå till kvalserien. Alby gick till kvalserien som sjundeplacerade lag. Den fjortonde omgången mellan Göteborg och Leksand spelades som en del av den andra omgången då båda redan var kvalificerade för den omgången.
| Nr | Lag                 | Matcher | Vunna | Förlorade | Vinstprocent |
| -- | ------------------- | ------- | ----- | --------- | ------------ |
| 1  | Karlskoga Bats      | 14      | 11    | 3         | 0.786        |
| 2  | Stockholms BSK      | 14      | 11    | 3         | 0.786        |
| 3  | Göteborg Hajarna    | 13      | 9     | 4         | 0.692        |
| 4  | Leksand Lumberjacks | 13      | 8     | 5         | 0.615        |
| 5  | Sundbyberg Heat     | 14      | 6     | 8         | 0.429        |
| 6  | Gefle BC            | 14      | 5     | 9         | 0.357        |
| 7  | Alby IF             | 14      | 4     | 10        | 0.286        |
| 8  | Akademin            | 14      | 1     | 13        | 0.071        |

## Andra omgången
Alla lag tar med sig sina matchresultat från den första omgången. De fyra främsta går vidare till slutspel. Matchen Sundbyberg - Gefle spelades ej då serien redan var avgjord.
| Nr | Lag                 | Matcher | Vunna | Förlorade | Vinstprocent |
| -- | ------------------- | ------- | ----- | --------- | ------------ |
| 1  | Stockholms BSK      | 24      | 18    | 6         | 0.750        |
| 2  | Karlskoga Bats      | 24      | 16    | 8         | 0.667        |
| 3  | Göteborg Hajarna    | 24      | 15    | 9         | 0.625        |
| 4  | Leksand Lumberjacks | 24      | 15    | 9         | 0.625        |
| 5  | Sundbyberg Heat     | 23      | 11    | 12        | 0.478        |
| 6  | Gefle BC            | 23      | 5     | 18        | 0.217        |

## Slutspel
I slutspelet deltog lagen som hamnade på plats ett till fyra i den andra omgången. Laget på första plats mötte laget på fjärde plats och laget på andra mötte det tredje, i en semifinalserie. Semifinalerna spelades i bäst av tre och finalen spelades i bäst av fem.

### Semifinal
Stockholm – Leksand 2–1
| Datum        | Hemmalag       | Bortalag            | Resultat |
| ------------ | -------------- | ------------------- | -------- |
| 10 september | Stockholms BSK | Leksand Lumberjacks | 1–3      |
| 10 september | Stockholms BSK | Leksand Lumberjacks | 13–0     |
| 11 september | Stockholms BSK | Leksand Lumberjacks | 5–4      |

Karlskoga – Göteborg 1–2
| Datum        | Hemmalag       | Bortalag         | Resultat |
| ------------ | -------------- | ---------------- | -------- |
| 10 september | Karlskoga Bats | Göteborg Hajarna | 13–0     |
| 10 september | Karlskoga Bats | Göteborg Hajarna | 7–17     |
| 11 september | Karlskoga Bats | Göteborg Hajarna | 5–11     |

### Final
Stockholm – Göteborg 3–0
| Datum        | Hemmalag         | Bortalag         | Resultat |
| ------------ | ---------------- | ---------------- | -------- |
| 17 september | Göteborg Hajarna | Stockholms BSK   | 3–6      |
| 17 september | Göteborg Hajarna | Stockholms BSK   | 8–11     |
| 24 september | Stockholms BSK   | Göteborg Hajarna | 10–0     |

## Kvalserie
I kvalserien deltog fem lag: det sämst placerade laget i den första omgången, i detta fall Alby IF, samt de två främsta från varje regionserie (den näst högsta divisionen). Alla lagen mötte varandra två gånger vilket gav totalt åtta matcher per lag. De två främsta lagen flyttades upp till Elitserien inför nästa säsong. Skövde, som slutade tvåa, valde dock att tacka nej till platsen i Elitserien kommande säsong.
| Nr | Lag           | Matcher | Vunna | Förlorade | Vinstprocent |
| -- | ------------- | ------- | ----- | --------- | ------------ |
| 1  | Alby IF       | 8       | 7     | 1         | 0.875        |
| 2  | Skövde Saints | 8       | 5     | 3         | 0.625        |
| 3  | Tranås        | 8       | 4     | 4         | 0.500        |
| 4  | Enskede       | 8       | 4     | 4         | 0.500        |
| 5  | KIF Eagles    | 8       | 0     | 8         | 0.000        |

### Webbkällor
- Svenska Baseboll- och Softbollförbundet, Resultat och statistik